# Eddie Eagan
Edward "Eddie" Patrick Francis Eagan (Denver, 26 de abril de 1897 – Rye, 14 de junho de 1967) foi um desportista estadunidense.
Foi a primeira pessoa – e por enquanto única – a ganhar medalha de ouro nos Jogos Olímpicos de Verão e nos Jogos Olímpicos de Inverno em diferentes modalidades esportivas.

## Jogos Olímpicos
Eagan nasceu em uma família pobre em Denver, Colorado. Ele estudou direito na Universidade de Harvard e mais tarde na Universidade de Oxford. Em 1920, competiu como boxeador nos Jogos Olímpicos de Antuérpia, e ganhou a medalha de ouro na categorias dos meio-pesados. Outros conquistas de Eagan no boxe incluem o título da Amateur Athletic Union em 1919 e um título britânico amador. Ele também competiu nos Jogos Olímpicos de Verão de 1924, mas não conseguiu medalha, tendo perdido na primeira rodada para o britânico Arthur Clifton.
Oito anos depois, Eagan retornou aos Jogos Olímpicos, desta vez como um membro da equipe de bobsleigh de Billy Fiske, que conduziu à vitória nas Olimpíadas de Inverno de Lake Placid em 1932. Eagan se tornou o primeiro de quatro atletas olímpicos a conquistar medalhas em Olimpíadas de inverno e verão, seguido de Jacob Tullin Thams (Noruega), Christa Luding-Rothenburger (Alemanha Oriental), e Clara Hughes (Canadá).